# Koszary Poniatowskiego w Krakowie

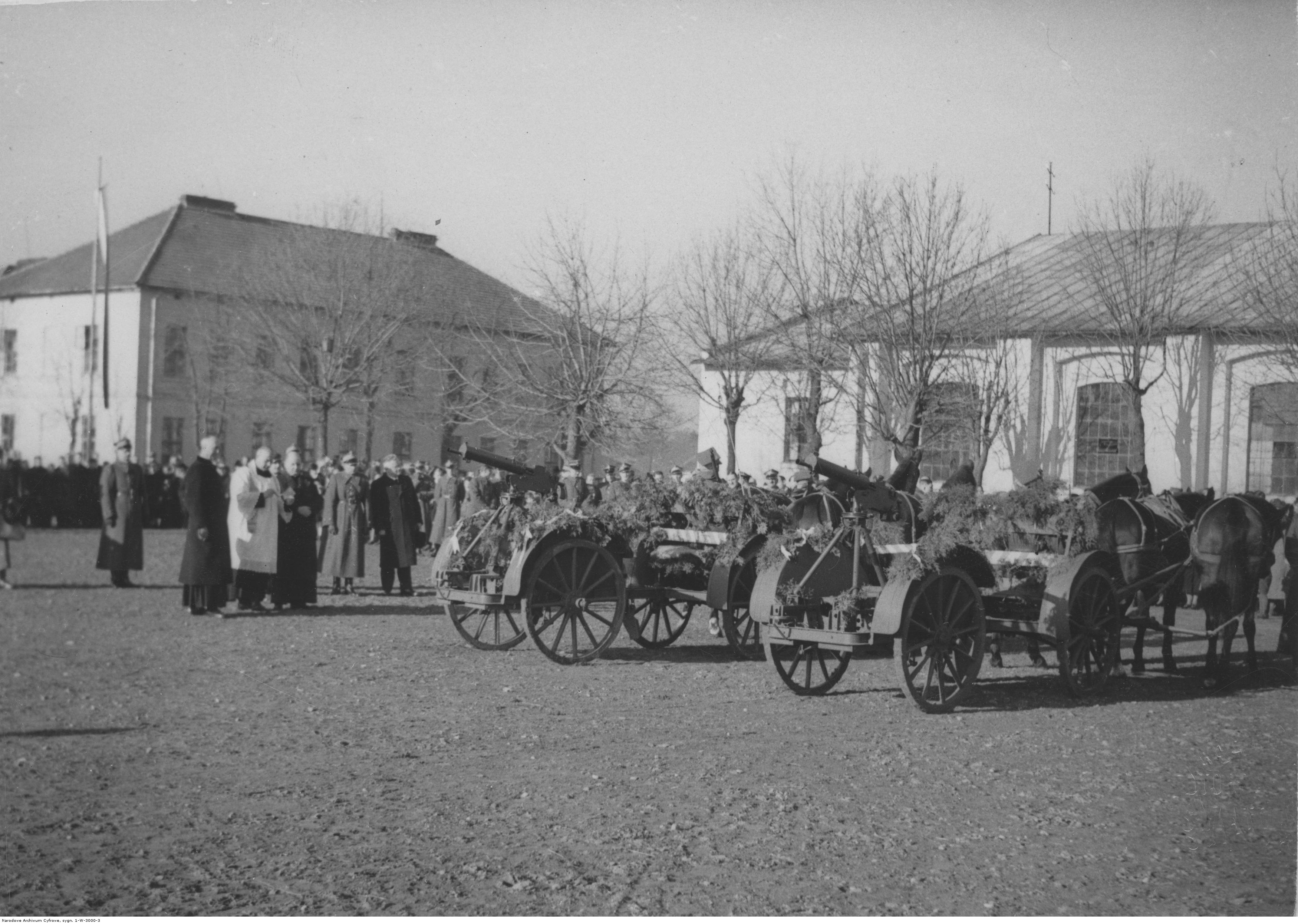
Przekazanie 8 puł. ckm-ów Browning wz. 30 na taczankach przez Zrzeszenie Właścicieli Kinoteatrów województwa krakowskiego; listopad 1938

Koszary Poniatowskiego w Krakowie – kompleks koszarowy znajdujący się na terenie garnizonu Kraków.

## Charakterystyka
Rakowickie koszary kawaleryjskie, położone przy dzisiejszej ulicy Ułanów 43, wzniesione zostały przez Austriaków w latach 1890–1895 dla dywizjonu 3 pułku ułanów i kadry zapasowej 1 pułku ułanów, które to jednostki stacjonowały tam do początku I wojny światowej.
W 1918 koszary przejęło Wojsko Polskie. Rozkazem Polskiej Komendy Wojskowej w Krakowie z 18 listopada 1918 nadano koszarom nazwę „Koszary Poniatowskiego”. Ich pojemność oceniono na 524 ludzi i 598 koni. Po wojnie polsko-bolszewickiej, 22 maja 1921, rakowickie koszary zaczęły zasiedlać pododdziały 8 pułku ułanów. Stacjonowało w nich dowództwo pułku oraz 1 szwadron, 2 szwadron i szwadron ciężkich karabinów maszynowych.
Ówczesny pełniący obowiązki dowódcy pułku rtm. Kornel Krzeczunowicz tak przedstawiał zwięzłą charakterystykę koszar pułku:

Pokojowy garnizon pułku charakteryzowała przede wszystkim ogromna różnica, jaka zachodziła między dwoma grupami koszar pułku, odległymi od siebie o 13 km. Rakowice były przedmieściem Krakowa, połączonym z miastem linią autobusów miejskich. Kobierzyn natomiast to zapadła wieś,[...]. Jeżeli Rakowice były rajem dla rodzin z dziećmi w wieku szkolnym, tym bardziej że konny dyliżans pułkowy odwoził dzieci rano do szkoły i przywoził je z powrotem po południu, jeżeli miały urozmaicony teren do jazdy konnej, to jednak zasadniczym brakiem koszar w Rakowicach było, że plac ćwiczeń jeszcze w czasie I wojny światowej został zajęty pod lotnisko i pozostał nim już na stałe.

W bezpośrednim sąsiedztwie koszar znajdowało się lotnisko używane przez 2 pułk lotniczy. Powodowało to dość duże konflikty pomiędzy kawalerzystami i lotnikami. Na przełomie 1938 i 1939 roku 8 pułk ułanów zwolnił Koszary Poniatowskiego i przeniósł się częścią sił na Zakrzówek do Koszar Kamieńskiego.
Po II wojnie światowej do koszar rakowickich wróciło Wojsko Polskie. Inwentaryzacja z 1949 ustaliła pojemność wszystkich zabudowań koszarowych w pobliżu lotniska, w tym Koszar Poniatowskiego, na 550 ludzi, 12 koni, 40 samochodów i 10 wozów.
Obecnie (2019) ich użytkownikiem jest 6 batalion dowodzenia 6 Brygady Powietrznodesantowej.